# ریستسوا گورکا
ریستسوا گورکا (به لاتین: Rystseva Gorka) یک منطقهٔ مسکونی در روسیه است که در استان آرخانگلسک واقع شده‌است.